# Bollebygd (Gemeinde)
Koordinaten: 57° 40′ N, 12° 34′ O

Bollebygd ist eine Gemeinde (schwedisch kommun) in der westschwedischen Provinz Västra Götalands län und in der historischen Provinz Västergötland. Der Hauptort ist die gleichnamige Stadt Bollebygd.

## Geschichte
Die Gemeinde Bollebygd wurde erstmals 1952 gegründet und 1971 im Zuge der schwedischen Gemeindereform mit der östlich gelegenen Nachbargemeinde Borås vereint. Seit 1995 ist Bollebygd wieder eine eigenständige Gemeinde.

## Orte
- Bollebygd
- Hultafors
- Olsfors
- Töllsjö